# ملكة جمال الدولية الكبرى
ملكة جمال الدولية الكبرى (بالإنجليزية: Miss Grand Internacional) هي مسابقة سنوية لجمال الفتيات غير المتزوجات. تجري سنوياً بدءا منذ عام 2013 في تايلاند. ملكة جمال الدولية الكبرى هي واحدة من أكبر ثلاث مسابقات ملكات الجمال في العالم وهي نسخ شقيقة لملكة جمال الكون ومسابقات ملكة جمال العالم.

## حاصلات على اللقب
| السنة | ملكة جمال الدولية الكبرى       | البلد               | المسابقة المحلية                    | المكان                                            | المشاركين |
| ----- | ------------------------------ | ------------------- | ----------------------------------- | ------------------------------------------------- | --------- |
| 2020  | أبينا أبيا                     | الولايات المتحدة    | Miss Grand United States of America | Show DC Hall, بانكوك، تايلاند                     | 63        |
| 2019  | لورديس فالنتينا فيغيرا موراليس | فنزويلا             | الكونكورسو                          | متعدد السطوح الساحة من كراكاس, كاراكاس، فنزويلا   | 60        |
| 2018  | ماريا كلارا سوسا بيردومو       | باراغواي            | ملكة جمال باراغواي الكبرى           | حديقة الترفيه وان, رانغون، ميانمار                | 75        |
| 2017  | ماريا خوسيه لورا لويزا         | بيرو                | ملكة جمال بيرو                      | مركز مؤتمرات Vinpearl, فو كوك، فيتنام             | 77        |
| 2016  | اريسكا بوتري بيرتي             | إندونيسيا           | بوتيري إندونيسيا                    | ويست جيت لاس فيجاس, لاس فيغاس، الولايات المتحدة   | 74        |
| 2015  | كلير إليزابيث باركر            | أستراليا            | —                                   | ملعب داخلي هوامارك, بانكوك، تايلاند               | 77        |
| 2015  | أنيا غارسيا                    | جمهورية الدومينيكان | —                                   | ملعب داخلي هوامارك, بانكوك، تايلاند               | 77        |
| 2014  | داريان ليز                     | كوبا                | ملكة جمال كوبا                      | ملعب داخلي هوامارك, بانكوك، تايلاند               | 85        |
| 2013  | جانيلي تشابارو                 | بورتوريكو           | —                                   | IMPACT موانج ثونج ثاني, محافظة نونثابوري، تايلاند | 71        |